# 無線従事者免許証
無線従事者免許証（むせんじゅうじしゃめんきょしょう）とは、電波法に規定する無線従事者として免許が与えられた者に交付される文書である。
略して従免と呼ばれる。

## 概説
電波法第41条第1項には「無線従事者になろうとする者は、総務大臣の免許を受けなければならない。」とあるが、無線従事者規則（従前は「無線従事者国家試験及び免許手続規則」）第47条には 「総務大臣又は総合通信局長は、免許を与えたときは、別表第13号様式の免許証を交付する。」としている。この総合通信局長には、同規則第3条により沖縄総合通信事務所長が含まれる。
これは、電波法第104条の3および電波法施行規則第51条の15第1項第2号の3により、海上特殊無線技士、航空特殊無線技士、陸上特殊無線技士、第三級・第四級アマチュア無線技士については、総合通信局長又は沖縄総合通信事務所長に、総務大臣から権限が委任されていることによる。

## 申請
期限は無い。国家試験合格、養成課程修了、学校等の卒業、認定講習課程修了、業務経歴の到達などの要件が満たされ次第、任意の時点で申請できる。 
申請先
国家試験の実施地、養成課程の実施地（授業がeラーニングによる場合は実施者の事務所）、学校等の所在地、認定講習課程の実施地（講習がeラーニングによる場合は実施者の事務所）を管轄する総合通信局又は沖縄総合通信事務所に申請する。
但し、申請者の住所を管轄する総合通信局又は沖縄総合通信事務所に申請することができる。
申請手数料
2004年（平成16年）3月29日 より、1,750円。再交付は2,200円。訂正や免許証関係事項証明は規定されていない。

## 様式
運転免許証やクレジットカードと同じ大きさの縦54mm×横85mmのプラスチックカードでホログラムが施される。
資格の級別の表記は「第一級陸上無線技術士」のように「第○級」が前置され（ただし英訳文では、特殊無線技士は「 〇-Category、その他の資格は「〇-Class」と区別される。無線従事者関係事務処理手続規程付録第8号注1参照。）、「○」の部分（数字）は、種別の正式名称と同様にアラビア数字でなく漢数字である。
裏面には、英語表記のある種別では訳文があり、自署のある種別では申請者の自署が転写されている。
第一級海上特殊無線技士及び第三級・第四級アマチュア無線技士は総合通信局長が交付するが、英訳文での証明者は総務大臣を意味する“Minister for Internal Affairs and Communications”である。

### 種別ごとの表記
種別によって次のように表記が異なる。
| 種別 / 表記                       | 英語表記 | 無線通信規則に規定する証明書への該当                                                                             | 交付者           | 自署 |
| --------------------------------- | -------- | --- | ---------------- | ---- |
| 一総通                            | あり     | 無線通信士一般証明書 第一級無線電子証明書 航空移動業務及び航空移動衛星業務に関する無線電話通信士一般証明書       | 総務大臣         | あり |
| 二総通                            | あり     | 第二級無線電信通信士証明書 制限無線通信士証明書 航空移動業務及び航空移動衛星業務に関する無線電話通信士一般証明書 | 総務大臣         | あり |
| 三総通                            | あり     | 海上移動業務に関する無線電信通信士特別証明書 無線電話通信士一般証明書                                            | 総務大臣         | あり |
| 一海通                            | あり     | 第一級無線電子証明書                                                                                             | 総務大臣         | あり |
| 二海通                            | あり     | 第二級無線電子証明書                                                                                             | 総務大臣         | あり |
| 三海通                            | あり     | 一般無線通信士証明書                                                                                             | 総務大臣         | あり |
| 四海通                            | あり     | 海上移動業務に関する無線電話通信士一般証明書                                                                     | 総務大臣         | あり |
| 一海特                            | あり     | 制限無線通信士証明書                                                                                             | 所轄総合通信局長 | あり |
| 航空通                            | あり     | 航空移動業務及び航空移動衛星業務に関する無線電話通信士一般証明書                                                 | 総務大臣         | あり |
| 一陸技・二陸技                    | なし     | なし | 総務大臣         | なし |
| 一アマ・二アマ                    | あり     | なし | 総務大臣         | なし |
| 三アマ・四アマ                    | あり     | なし | 所轄総合通信局長 | なし |
| 各級特殊無線技士 （一海特を除く） | なし     | なし | 所轄総合通信局長 | なし |

## 免許証の番号
免許証の番号の記号（英字）について、無線従事者関係事務処理手続規程
によるところにより、資格再編前のものを含め示す。
| 発給局所 | 発給局所   |
| 第1字    | 第1字      |
| 記号     | 総合通信局 |
| -------- | ---------- |
| A        | 関東       |
| B        | 信越       |
| C        | 東海       |
| D        | 北陸       |
| E        | 近畿       |
| F        | 中国       |
| G        | 四国       |
| H        | 九州       |
| I        | 東北       |
| J        | 北海道     |
| O        | 沖縄       |

| 発給年度             | 発給年度             | 発給年度             | 発給年度             | 発給年度             | 発給年度             |
| 第2字または第2 - 3字 | 第2字または第2 - 3字 | 第2字または第2 - 3字 | 第2字または第2 - 3字 | 第2字または第2 - 3字 | 第2字または第2 - 3字 |
| 記号                 | 年度                 | 記号                 | 年度                 | 記号                 | 年度                 |
| -------------------- | -------------------- | -------------------- | -------------------- | -------------------- | -------------------- |
|                      |                      | AA                   | 昭和51年度           | BA                   | 平成14年度           |
| AB                   | 昭和52年度           | BB                   | 平成15年度           |                      |                      |
| AC                   | 昭和53年度           | BC                   | 平成16年度           |                      |                      |
| D                    | 昭和28年度           | AD                   | 昭和54年度           | BD                   | 平成17年度           |
| E                    | 昭和29年度           | AE                   | 昭和55年度           | BE                   | 平成18年度           |
| F                    | 昭和30年度           | AF                   | 昭和56年度           | BF                   | 平成19年度           |
| G                    | 昭和31年度           | AG                   | 昭和57年度           | BG                   | 平成20年度           |
| H                    | 昭和32年度           | AH                   | 昭和58年度           | BH                   | 平成21年度           |
| I                    | 昭和33年度           | AI                   | 昭和59年度           | BI                   | 平成22年度           |
| J                    | 昭和34年度           | AJ                   | 昭和60年度           | BJ                   | 平成23年度           |
| K                    | 昭和35年度           | AK                   | 昭和61年度           | BK                   | 平成24年度           |
| L                    | 昭和36年度           | AL                   | 昭和62年度           | BL                   | 平成25年度           |
| M                    | 昭和37年度           | AM                   | 昭和63年度           | BM                   | 平成26年度           |
| N                    | 昭和38年度           | AN                   | 平成元年度           | BN                   | 平成27年度           |
| O                    | 昭和39年度           | AO                   | 平成2年度            | BO                   | 平成28年度           |
| P                    | 昭和40年度           | AP                   | 平成3年度            | BP                   | 平成29年度           |
| Q                    | 昭和41年度           | AQ                   | 平成4年度            | BQ                   | 平成30年度           |
| R                    | 昭和42年度           | AR                   | 平成5年度            | BR                   | 平成31年度 (4月のみ) |
| S                    | 昭和43年度           | AS                   | 平成6年度            | BS                   | 令和元年度 5月から   |
| T                    | 昭和44年度           | AT                   | 平成7年度            | BT                   | 令和2年度            |
| U                    | 昭和45年度           | AU                   | 平成8年度            | BU                   | 令和3年度            |
| V                    | 昭和46年度           | AV                   | 平成9年度            | BV                   | 令和4年度            |
| W                    | 昭和47年度           | AW                   | 平成10年度           | BW                   | 令和5年度            |
| X                    | 昭和48年度           | AX                   | 平成11年度           | BX                   | 令和6年度            |
| Y                    | 昭和49年度           | AY                   | 平成12年度           | BY                   | 令和7年度            |
| Z                    | 昭和50年度           | AZ                   | 平成13年度           | BZ                   |                      |

| 種別             | 種別                         | 種別                       |
| 第3字または第4字 | 第3字または第4字             | 第3字または第4字           |
| 記号             | 再編前                       | 再編後                     |
| ---------------- | ---------------------------- | -------------------------- |
| A                | 第一級無線通信士             | 第一級総合無線通信士       |
| B                | 第二級無線通信士             | 第二級総合無線通信士       |
| C                | 第三級無線通信士             | 第三級総合無線通信士       |
| D                | 電話級無線通信士             | 第四級海上無線通信士       |
| E                | 航空級無線通信士             | 航空無線通信士             |
| F                | 第一級無線技術士             | 第一級陸上無線技術士       |
| G                | 第二級無線技術士             | 第二級陸上無線技術士       |
| H                | 第一級アマチュア無線技士     | 第一級アマチュア無線技士   |
| I                | 第二級アマチュア無線技士     | 第二級アマチュア無線技士   |
| J                | 特殊無線技士（多重無線設備） | 第一級陸上特殊無線技士     |
| K                | 特殊無線技士（レーダー）     | レーダー級海上特殊無線技士 |
| L                | 電信級アマチュア無線技士     | 第三級アマチュア無線技士   |
| N                | 電話級アマチュア無線技士     | 第四級アマチュア無線技士   |
| O                |                              | 第三級陸上特殊無線技士     |
| Q                | 特殊無線技士（国内無線電信） | 国内電信級陸上特殊無線技士 |
| R                | 特殊無線技士（国際無線電話） | 第一級海上特殊無線技士     |
| T                | 特殊無線技士（無線電話丙）   | 航空特殊無線技士           |
| U                | 特殊無線技士（無線電話乙）   | 第二級陸上特殊無線技士     |
| V                | 特殊無線技士（無線電話甲）   | 第二級海上特殊無線技士     |
| W                | 特殊無線技士（無線電話丁）   | 第三級海上特殊無線技士     |
| X                |                              | 第一級海上無線通信士       |
| Y                |                              | 第二級海上無線通信士       |
| Z                |                              | 第三級海上無線通信士       |

## 取扱い
無線従事者は、その業務に従事しているときは、無線従事者免許証を携帯していなければならない。 ただし、不携帯に関して罰則は無い。
無線従事者は、取消し処分または再交付を受けた後、失った無線従事者免許証を発見したときは10日以内に、無線従事者が死亡または失踪宣告を受けたときには戸籍法の届出義務者は、無線従事者免許証を速やかに返納しなければならない。
訂正
- 訂正は手帳型へのみ経過措置により認められており[9]、訂正の申請料が規定されていないことは無料を意味する。
- 有効期限が昭和33年11月5日以降であるものは、訂正の申請ができる[10]。

再交付
- 氏名の訂正は経過措置によるもの以外は再交付による[11]。
- 免許の年月日が昭和33年11月5日以前の免許証の再交付をすると、免許の年月日は昭和33年11月5日と表記される[12]。
- 資格再編前の免許証が再交付されると、種別は現行のものとなる。特殊無線技士（国際無線電話）と特殊無線技士（無線電話甲）は、各々、第一級海上特殊無線技士と第二級陸上特殊無線技士、第二級海上特殊無線技士と第二級陸上特殊無線技士とみなされるので、再交付されると1枚の免許証に二つの資格が列記される。

### 免許証関係事項証明
無線従事者関係事務処理手続規程（平成22年4月1日総務省総合通信基盤局長発）の付録第8号によれば、第二級・第三級海上特殊無線技士と航空特殊無線技士の免許証は、それぞれ海上移動業務または航空移動業務に関する「無線電話通信士制限証明書」（"Restricted radiotelephone operator's certificate"。なお、現在入手可能な2020年版のITU－Radio Regulations（英文版）では、海上移動業務に関する無線電話通信士制限証明書は”Restricted radiotelephone operator’s certificate”（Article47-26f)、航空移動業務に関する無線電話通信士制限証明書は”Radiotelephone Operator Restricted Certificate”（Article37-26）と区別されている。）に該当するものとされている。ただし、これらの資格保有者に交付される免許証には、その旨の言及（及びその英訳文）は付されていない（これは、これらの資格により行うことができる通信操作の範囲が、電波法施行令第3条によりすべて「国内通信のための通信操作」に限定されており、外国主管庁による通信士証明書の検査（ポートステートコントロール）の対象となる可能性が低いためである）。また、無線通信士（第三級海上無線通信士を除く）・陸上無線技術士の資格によりアマチュア無線技士の操作の範囲に属する操作を行うことができるが、これについても、これらの免許証にはその旨の言及（及びその英訳文）は付されていない。
この点、自己が保有する無線従事者免許に関して証明を受ける必要があるときは「証明書」（邦文または英文）の発行を請求できる。この場合、第二級・第三級海上特殊無線技士と航空特殊無線技士の免許の証明書は原則として英文証明のみ海上移動業務または航空移動業務に関する無線電話通信士制限証明書に該当することの言及がなされ（同規程付録第7号･第8号比較参照）、また、無線通信士（第三級海上無線通信士を除く）または陸上無線技術士の資格を有する者が当該資格によりアマチュア無線局の運用ができる旨の言及のある英文証明書の発行を希望する場合は、証明書に記載される無線通信士または陸上無線技術士の資格によって操作を行うことができるアマチュア無線技士の相当資格を記載することも可能である（同規程付録第8号注3）。
なお、第二級・第三級海上特殊無線技士と航空特殊無線技士の資格の英文証明書には、操作可能な周波数帯が追記される

証明の手数料は規定されていないが、無料である（ただし、郵送で交付を受ける場合は郵送料分の郵券（切手）を返信用封筒に添付して、提出する必要がある）。

## 沿革
| 年 | 変遷 |
| --- | --- |
| 1950年 (昭和25年) | 電波法、無線従事者国家試験及び免許規則が制定された。 - 国家試験合格の日から3ヶ月以内に申請しなければならないとされていた。 - 交付者は電波監理委員会 - 手帳型で縦150mm×横105mm、縦書きで有効期間は5年間、本籍地の都道府県または国籍が記載されていた。 - 写真には、押出しスタンプが押されていた。 - 無線通信士に交付される免許証には、免許の内容が英語で付記されていた。 - 免許申請には、身分証明書（外国人はこれに相当するもの）と医師の診断書の添付を要した。 - 更新は満了の3ヶ月以上9ヶ月未満に行うものとされ、診断書や経歴証明書も要した。 - 失ったときには亡失届をするものとされた。 |
| 1952年 (昭和27年) | 電波監理委員会廃止、通信行政は郵政省に移管 - 交付者は郵政省 - 写真への押出しスタンプは「日本国郵政省 MINISTRY OF POSTS AND TELECOMUNICATIONS JAPAN」の文字と桜の意匠となった。 |
| 1954年 (昭和29年) | 大きさが縦140mm×横75mmとなった。 |
| 1955年 (昭和30年) | 特殊無線技士（超短波海上無線電話）、特殊無線技士（中超短波海上無線電話）に交付される免許証には、免許の内容を英語で付記するものとされた。 |
| 1957年 (昭和32年) | 特殊無線技士（無線電話甲）の新設にあたり交付される免許証には、免許の内容を英語で付記するものとされた。（特殊無線技士（超短波海上無線電話）、特殊無線技士（中超短波海上無線電話）は特殊無線技士（無線電話甲）とみなされた。） |
| 1958年 (昭和33年) | 11月5日現在有効な免許証は、終身有効とされ、免許申請の添付書類は、身分証明書以外に、戸籍抄本または住民票抄本（外国人はこれに準ずるもの）も認められた。また、大きさが縦130mm×横80mmとなった。 |
| 1960年 (昭和35年) | 横書きとなり交付者は郵政大臣。無線通信士と特殊無線技士（無線電話甲）に交付されるものの表紙には「RADIO OPERATOR LICENSE」と「JAPANESE GOVERNMENT」が付記されることとなった。 |
| 1965年 (昭和40年) | 国家試験合格の日または養成課程修了の日から3ヶ月以内に申請しなければならないとされた。 |
| 1968年 (昭和43年) | 免許申請の添付書類から、身分証明書 が削除され、住民票抄本が住民票の写しにかわり、大きさが縦115mm×横70mmとなり、無線通信士と特殊無線技士（無線電話甲）に交付されるものの「RADIO OPERATOR LICENSE」と「JAPANESE GOVERNMENT」の付記は表紙から1頁にかわった。 |
| 1971年 (昭和46年) | 本籍地の都道府県または国籍の記載が削除され、無線通信士以外に交付されるものは表紙を含め全4頁（縦115mm×横140mmの紙を二つ折りにしたもの）となった。 また、特殊無線技士（無線電話甲）に交付されるものへの免許の内容の英語での付記が削除された。 |
| 1975年 (昭和50年) | 免許申請書の一部が、免許証の台紙となり、氏名と生年月日は申請者が記入したものによるものとなった。 また、特殊無線技士、電信級・電話級アマチュア無線技士への交付者は、地方電波監理局長または沖縄郵政管理事務所長となった。 |
| 1983年 (昭和58年) | 無線従事者国家試験及び免許規則が、無線従事者規則と改称された。 特殊無線技士、アマチュア無線技士に交付される免許証は、縦59mm×横89mmで紙片の両面に無色透明の薄板をラミネート処理で接着したものとなった。 また、アマチュア無線技士の免許申請にあたり、診断書は原則として不要となった。 - 記載事項は機械処理によるものとなり、訂正は再交付によるものとされた。 |
| 1985年 (昭和60年) | 地方電波監理局が、地方電気通信監理局と改称された。 - 特殊無線技士、電信級・電話級アマチュア無線技士への交付者は、地方電気通信監理局長または沖縄郵政管理事務所長。 |
| 1990年 (平成2年) | 資格が海上、航空、陸上の利用分野別に再編された。 免許申請の添付書類が、戸籍抄本または住民票の写し（外国人はこれに準ずるもの）から氏名及び生年月日を証する書類とされた。 第一級海上特殊無線技士に交付される免許証には、免許の内容が英語で付記されるものとされ二枚組みとなった。（一枚目の裏面は英語による免許の内容、二枚目は注意事項） |
| 1992年 (平成4年) | 第二級・第三級陸上特殊無線技士の免許申請にあたり、診断書は原則として不要となった。 |
| 1994年 (平成6年) | 亡失届に関する規定が削除された。 |
| 2000年 (平成12年) | 国家試験合格の日または養成課程修了の日から3ヶ月以内に申請しなければならない旨の規定は削除された。 |
| 2001年 (平成13年) | 郵政省廃止、通信行政は総務省に移管 - 交付者は、無線通信士、陸上無線技術士、第一級・第二級アマチュア無線技士が総務大臣、特殊無線技士、第三級・第四級アマチュア無線技士が総合通信局長または沖縄総合通信事務所長 - 写真への押出しスタンプは「日本国総務省 MINISTRY OF PUBLIC MANAGEMENT, HOME AFFAIRS, POSTS AND TELECOMMUNICATIONS JAPAN」の文字と桜の意匠となった。 |
| 2003年 (平成15年) | 全資格の免許申請にあたり、診断書は原則として不要となった。 |
| 2004年 (平成16年) | 総務省の英語表記が変更され、写真への押出しスタンプは「日本国総務省 MINISTRY OF INTERNAL AFFAIRS AND COMMUNICATIONS JAPAN」となった。 |
| 2008年 (平成20年) | 第一級海上特殊無線技士に交付される免許証は無線通信士と同様の手帳型となり、また、無線通信士・第一級海上特殊無線技士の申請にあたり氏名は自署でなければならなくなった。 免許申請書に住民票コードを記入すれば、氏名及び生年月日を証する書類の添付は不要になった。 |
| 2009年 (平成21年) | 免許申請書に住民票コードまたは現に有する無線従事者免許証の番号、電気通信主任技術者資格者証の番号、工事担任者資格者証の番号のいずれかを記入すれば、氏名及び生年月日を証する書類の添付は不要になった。 |
| 2010年 (平成22年) | 4月より、全資格のものがプラスチックカードとなった。 - アマチュア無線技士の免許の内容が英語で付記されるようになった。 - 記載事項は機械処理によるものとなり、訂正に関する規定が削除され再交付によるものとされた。 |
| 2013年 (平成25年) | 4月より、免許申請は申請者の住所を管轄する総合通信局（沖縄総合通信事務所を含む。）にも申請書を提出できることとなった。 - 養成課程（長期型養成課程を含む。）、認定講習課程がeラーニングによる講義ができるとされたことに伴う。 |
| 参考 電気通信主任技術者資格者証、工事担任者資格者証も平成22年4月より同形同大のプラスチックカードとなった。 なお、従前の工事担任者資格者証もラミネート処理されたものと同形同大であった。 | |

## 参考画像
| 平成22年3月31日以前発給の無線従事者免許証 |  |  |

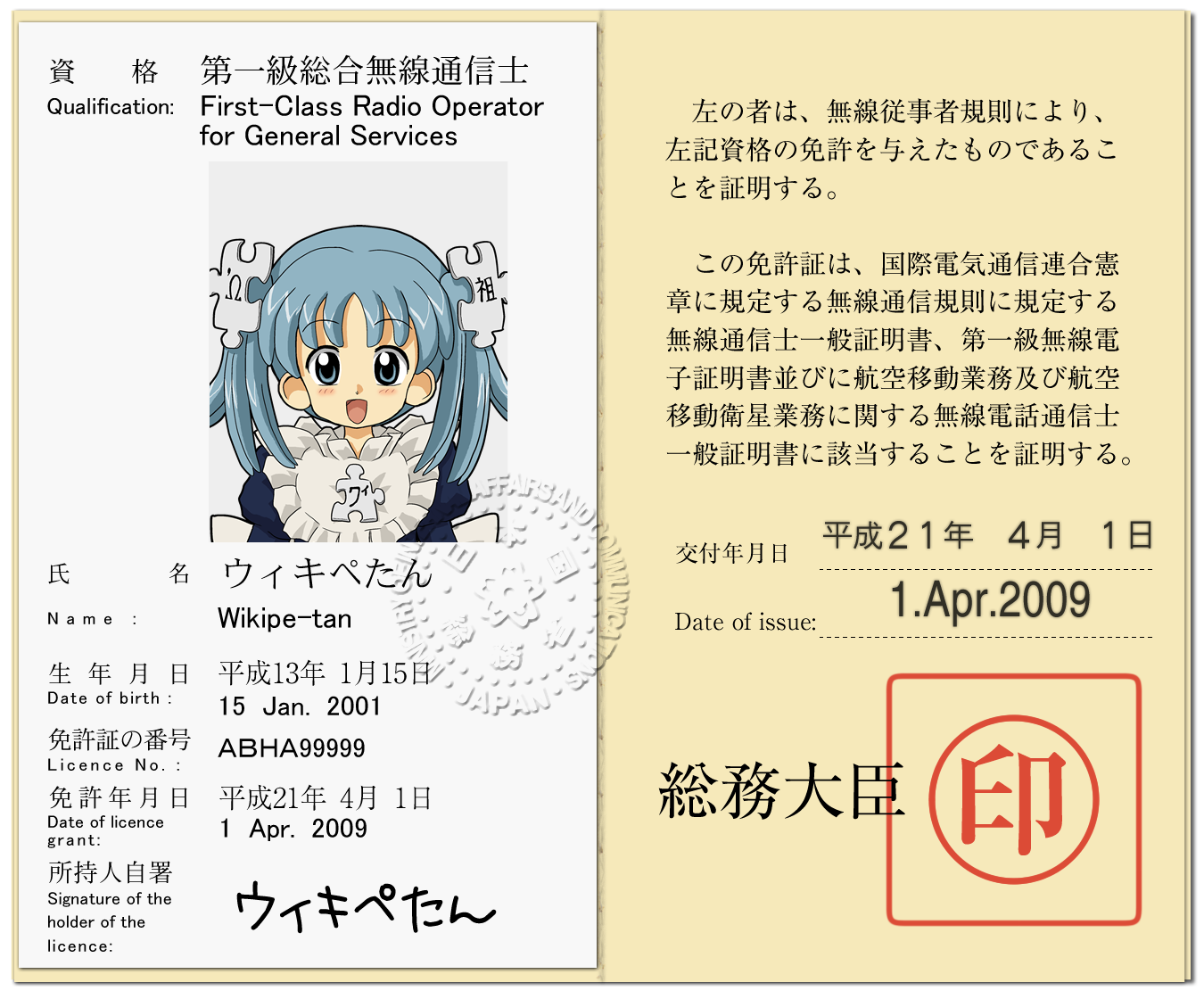
手帳型、英語付記あり、所持人自署、
平成20年4月1日以降

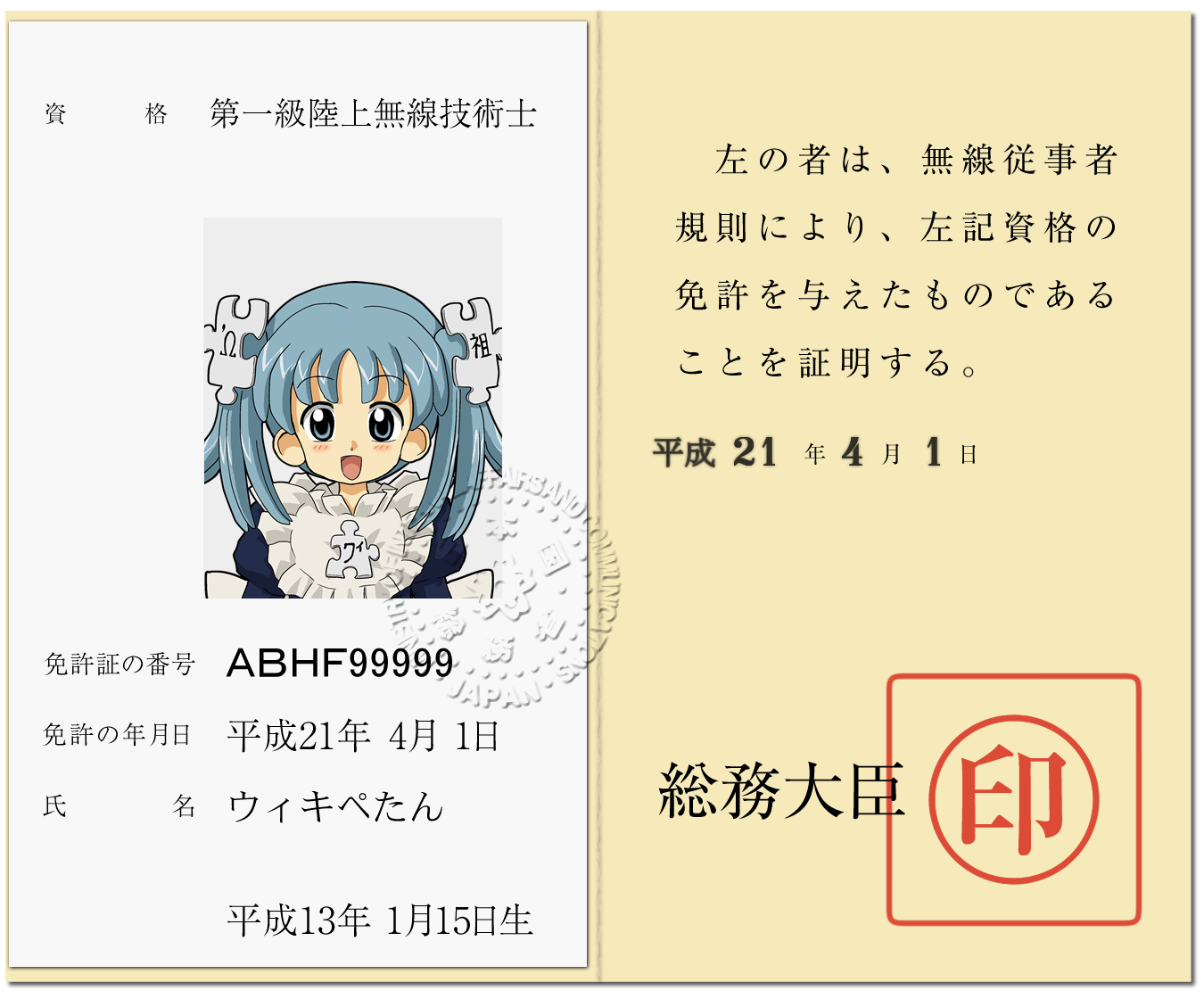
手帳型、英語付記なし、昭和50年1月1日以降

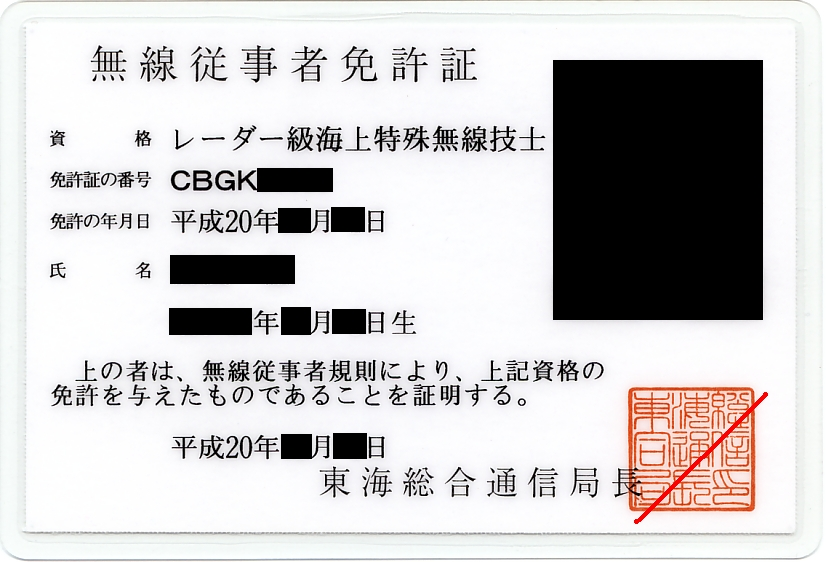
ラミネート処理、昭和58年10月1日以降

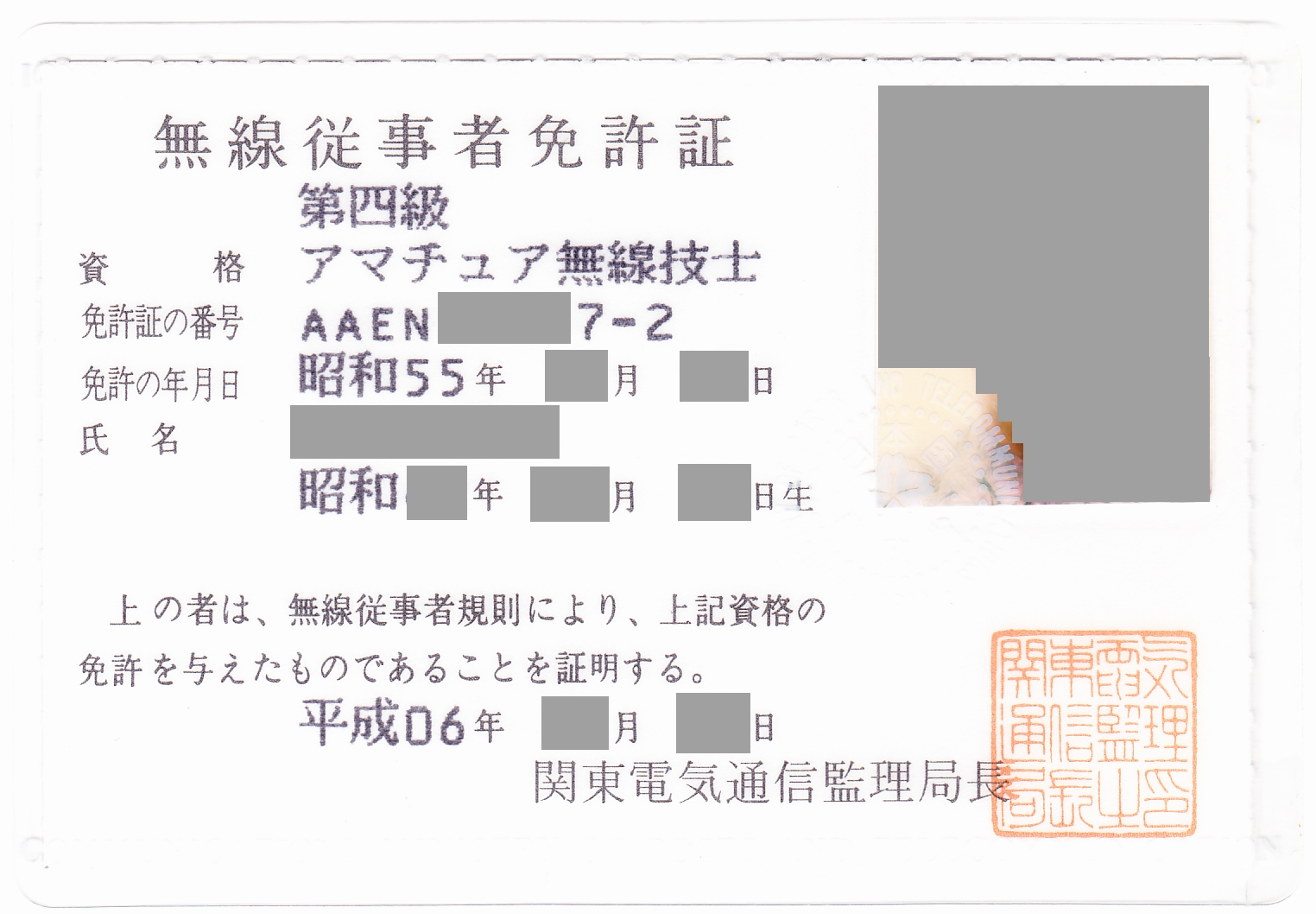
同左
再交付されると免許証の番号の後に「-2」がつく。

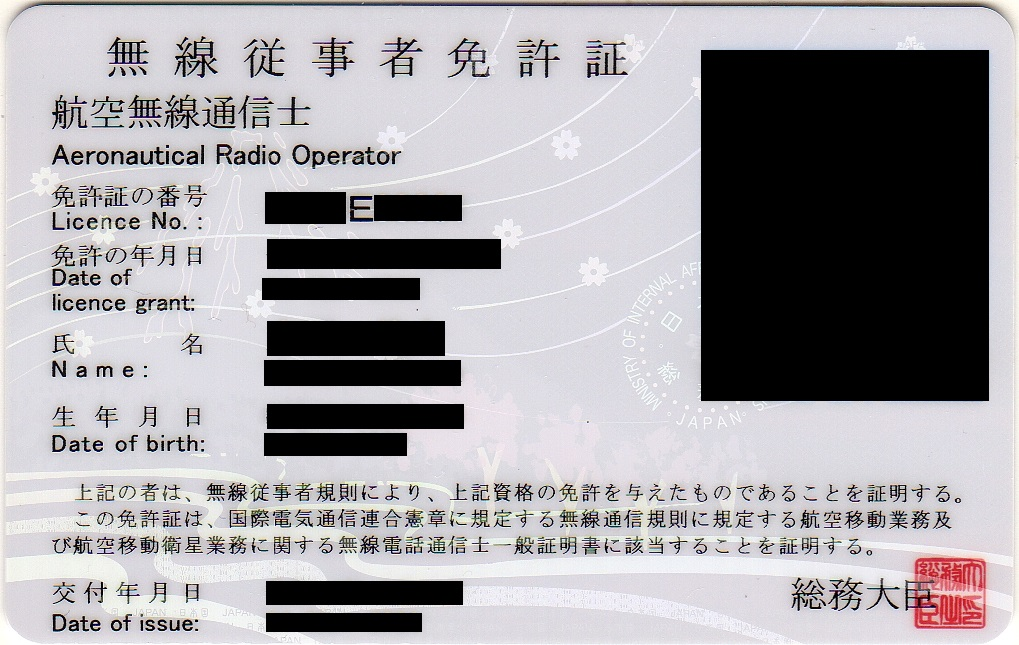
無線通信士、第一級海上特殊無線技士の免許証の様式
英語付記あり

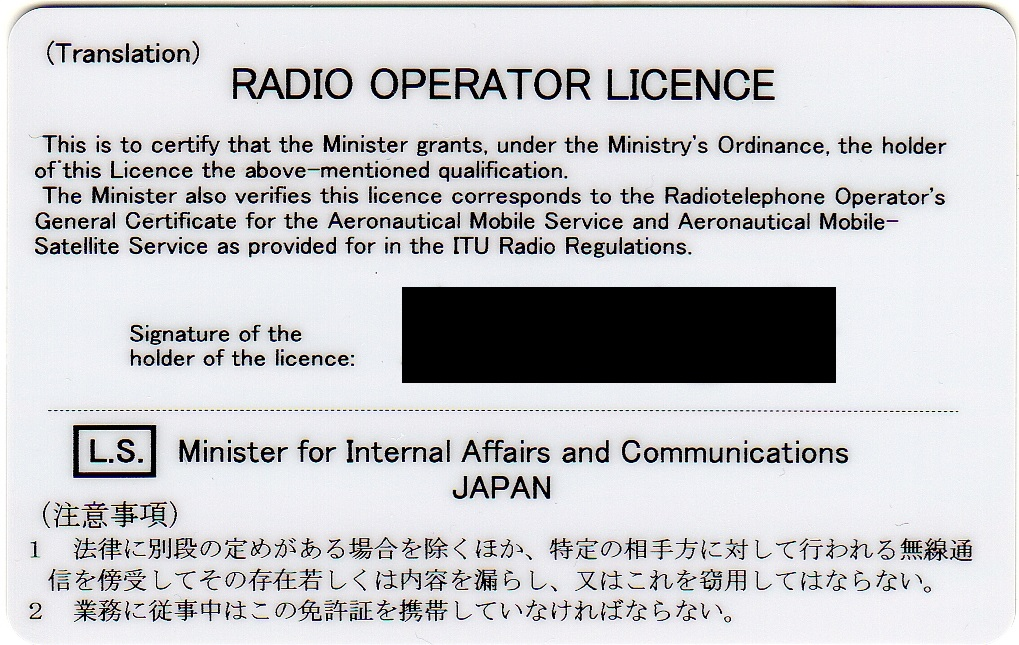
無線通信士、第一級海上特殊無線技士の免許証裏面（画像は航空無線通信士）
英語付記あり、自署あり

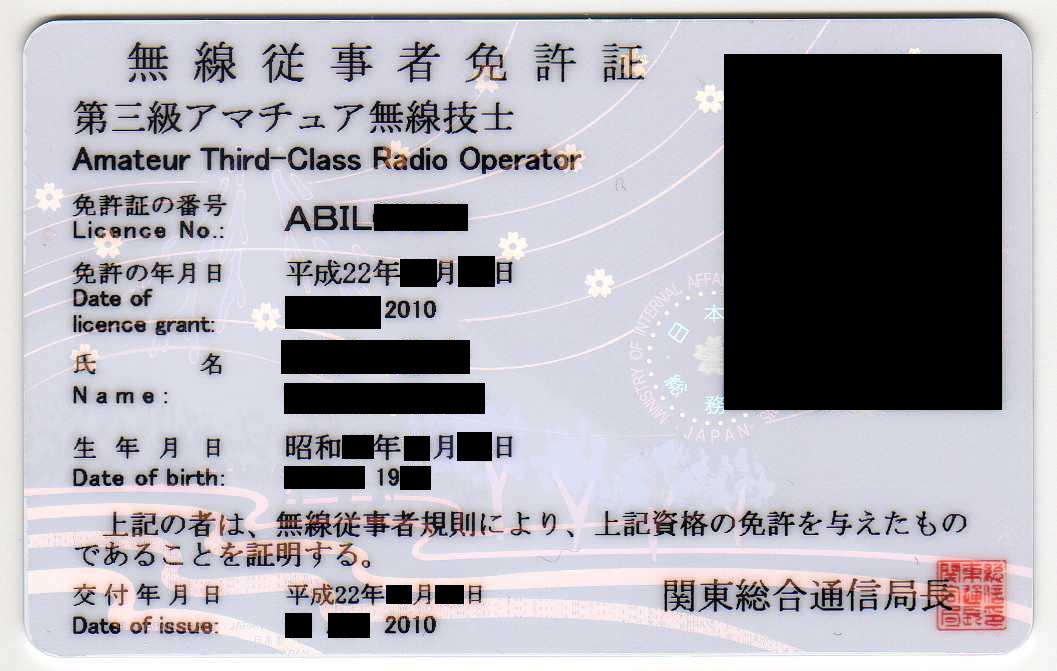
アマチュア無線技士の免許証の様式
英語付記あり

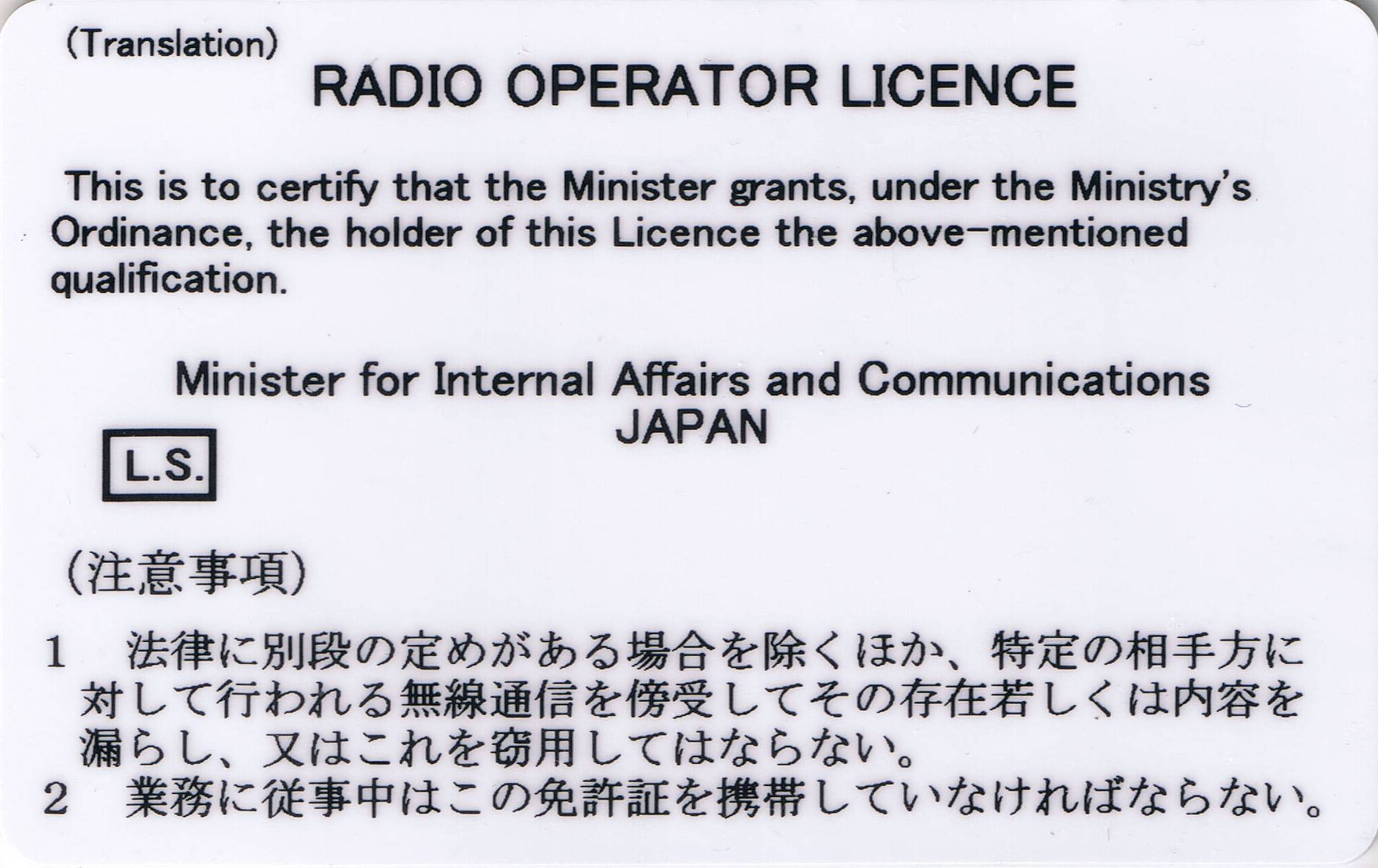
アマチュア無線技士免許証裏面
英語付記あり、自署なし

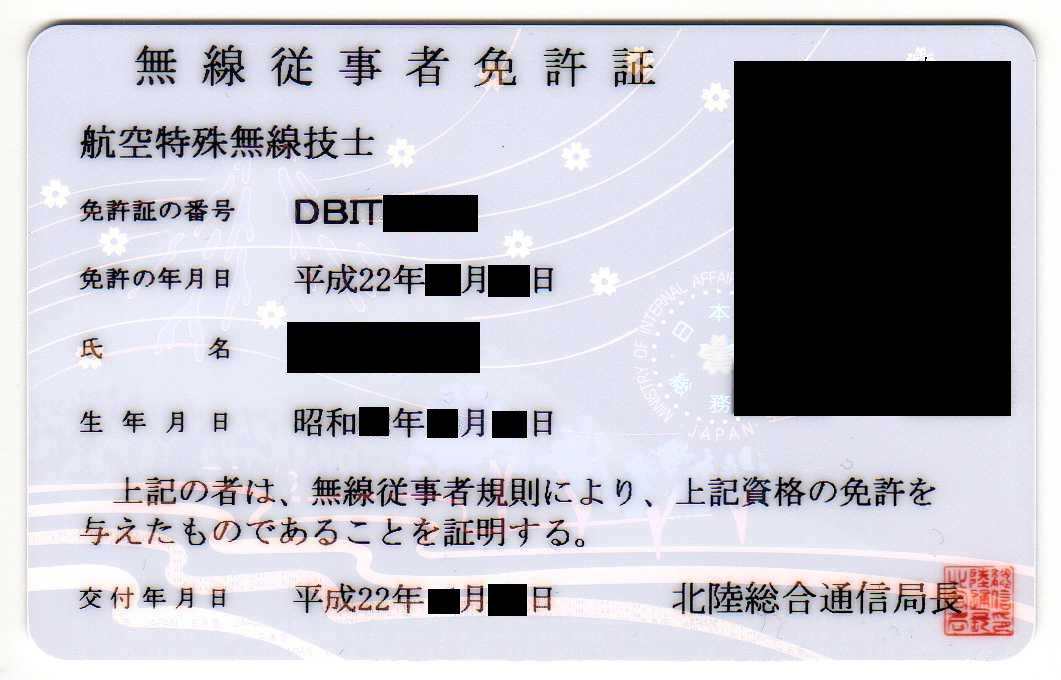
陸上無線技術士、第一級海上特殊無線技士を除く特殊無線技士の免許証の様式
英語付記なし

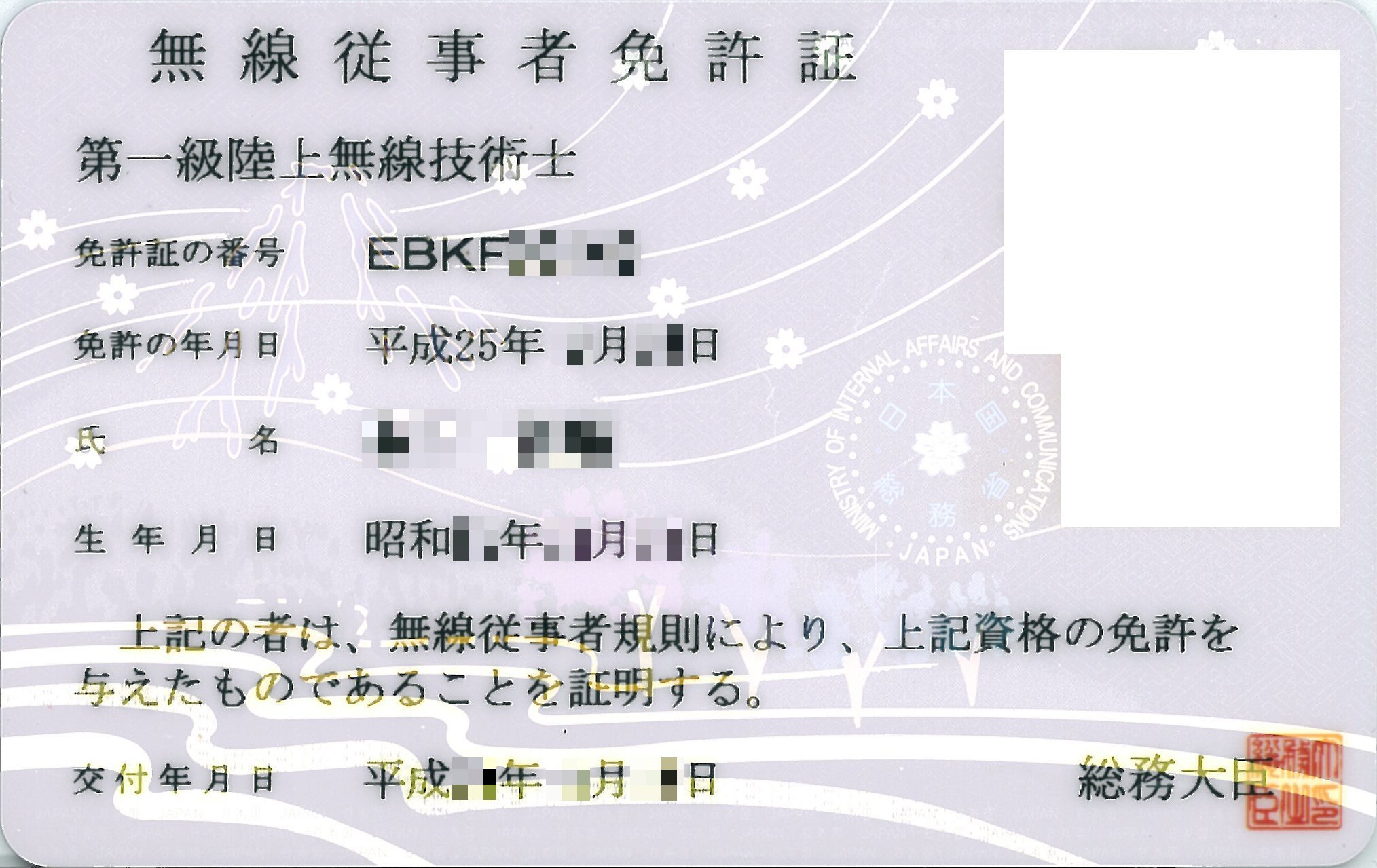
総合無線通信士、陸上無線技術士およびアマチュア無線技士の上位級は総務大臣名義による発給

|                                           |  |  |
|                                           |  |  |
| 平成22年4月1日以降発給の無線従事者免許証  |  |  |
|                                           |  |  |
|                                           |  |  |
|                                           |  |  |

## その他
無線従事者免許証は、日本国旅券発給（旅券法施行規則第2条第1項の別表第2）や戸籍謄本請求（戸籍法施行規則第11条の2の別表第1）など官公庁の本人確認の際、1点で確認可能な身分証明書である。
世界においても、本人確認書類として利用できる可能性があり、国家によっては諸手続（銀行口座開設や役所手続）にパスポートを含め、2種類以上の政府発行の身分証明書（second form of ID, two forms of identification）を要求するところも多い。英語が併記された日本国政府の国家資格による免許証・資格証類は少なく、2010年（平成22年）4月から、ホログラムによる偽造防止対策も施されたため、信用度も上がり、利用範囲が広くなっている。